# Es reiten die Toten so schnell
Es reiten die Toten so schnell (or: the Vampyre sucking at his own Vein) (en: oder: Der Vampir, der an seiner eigenen Ader saugt) ist der Titel eines Albums von Sopor Aeternus. Es handelt sich dabei um musikalisches Material, das 1988 entstand und 1989 auf einem auf 50 Exemplare limitierten Tape gleichen Namens veröffentlicht wurde. Es wurde im September und Oktober 2002 im Woodbine Studio in Leamington Spa neu erarbeitet und 2003 von Apocalyptic Vision veröffentlicht. Verfügbar waren eine A5-formatige CD-Buchedition mit einer Auflage von 1999 Exemplaren und eine doppel-LP-Edition mit einer Auflage von 666 Exemplaren. Am 24. September 2004 wurde das Album wegen vielen Plagiaten auf dem Schwarzmarkt neuveröffentlicht. Die Texte sind in englischer Sprache gehalten. Eine Übersetzung legte Varney den Rereleases 2004 bei.

## Inhalt
Den Toten geht es schlecht im Garten der Nacht. Jede Seele hungert. Weder Himmel noch Hölle wollen sie aufnehmen. Ihre Unsterblichkeit plagt sie.
Vor dieser Kulisse wird der Hörer vor die zentrale Frage des Albums gestellt: Würdest du deinen Hals den Untoten darreichen? Wenigstens insgeheim in der Sicherheit deiner Gedanken?
„Hier ist mein Hals“, heißt es zwei Lieder später im Baptisma, das vielfach die Perspektive wechselt. Begonnen durch ein unscheinbares Bassmotiv, das sich nach einer Totenglocke mit einem leisen Snarerhythmus verdichtet, tritt der Protagonist vor seinen Vampir. Ein dreitaktiges tänzerisches Zupfmotiv der Streicher kommentiert die Handlung. „Sieh doch, wie sehr es ihn danach drängt, dein zu sein.“ Vor zwei im Sekundabstand alternierenden Liegetönen wird eine Stelle aus dem Tanz der Grausamkeit (Todeswunsch – Sous le soleil de Saturne) rezitiert, die eine tiefe Todessehnsucht ausdrückt. Die Sekunditeration des Cellos fließt in eine Terz. Ein Schlagzeug verdoppelt die Taktung. „Kälter noch als Stein will ich sein“, spricht der Protagonist, während die Musik eine dazu kontrastierend hohe Spannung und Euphorie vermittelt.
Es folgt The Feast of Blood: Bald schon werden die ersten Opfer des neuen Vampirs gefunden. Mord und die Leidenschaft am Töten werden Ikonisiert in einem niemals endenden Fest des Blutes.
Im Sopor Fratem Mortis est (Lat:Schlaf ist der Bruder des Todes) wird sowohl am Anfang wie auch am Ende erweitert das Omen Sinistrum wiederholt. Die Untoten klagen das Leid ihrer Ewigkeit und des immerwiederkehrenden Festes des Blutes.
Das folgende Stück, Dreadfull Mirror, ist laut Varney zentral und steht deshalb auch genau in der Mitte des Albums.

„Es verkörpert den Inbegriff der Verleugnung schlechthin: das angstvolle, das geradezu entsetzt panische Zurückweisen von genau jenem Aspekt, der die eigentliche Rettung - die Befreiung - sein würde. Das Tragische hierbei ist, dass die Instrumente der Befreiung im Augenblick der Zurückweisung in der Tat exakt benannt werden, was die Vermutung nahe legt, dass der un(terb)ewusste, verdrängte Teil des Wesens die mgl. Rettung tatsächlich als solche erkannt hat, sich aber nicht gegen die alles verzehrende Furcht behaupten konnte. Natürlich ist dies auch nicht das erste Mal, dass die Furcht den Sieg davonträgt, und so wird dem eigentlichen Schrecken und seiner Verdrängung stets aufs Neue Nahrung zugeführt. Der Kreislauf bleibt unverändert, das Rad dreht sich unaufhörlich weiter, und das arme Wesen bleibt auf seiner ewig gleichen Bahn gebunden ...– wie auf einer großen 8, welche deshalb auch die zahl dieses Stückes ist.“

Holy Water Moonlight expliziert diesen zunächst subtil in den Stücken schwingenden Aspekt: Meinen eigenen Untergang fürchte ich … – Das Ende aller Dinge und Allem.
Nach dieser Erklärung folgt erneut die Frage, ob man seinen Hals den Toten darreichen wolle. Hier jedoch mit einer ruhigen und ‚wissenden‘ Musik und auch nur noch in einer einfachen Wiederholung.
Über den Fluss stellt eine Warnung dar. Ein Protagonist erwacht und sein Fleisch löst sich Scheibe um Scheibe von seinem Körper. Er sagt, er wäre gekreuzigt mit Nägeln in Hand und Fuß. Der Text kommentiert spöttisch, er hätte auch Nägel in den Augen und man solle ihn unter keinen Umständen einlassen, da dieser ganz genau gewusst habe, wo er sich befand.

## Fotografie
Das Werk ist mit 26 digital überarbeiteten Schwarz-Weiß-Akten illustriert, für die Varney Modell stand. Die Komposition ist an den japanischen Butoh-Tanz angelehnt. Wiederkehrende Motive sind eine schwarze Krone, ein schwarzer Knebel und ein graues Leinengewand sowie verschiedener Schmuck. Ferner sind Varneys Augen entweder stets verschlossen oder ohne Pupille. Aufgenommen wurde in einem Gemäuer. Varneys Genitalien wurden nachträglich entfernt.

## Kritiken
„Kaum eine Künstlerin hat es in den letzten Jahren geschafft, so eindringliche, bedrückende, wie gleichermaßen faszinierende Werke zu erschaffen wie Anna-Varney. Sie hat es dem Hörer nie leicht gemacht, obwohl ich der Meinung bin, das eigentlich ein offenes Ohr (Herz) oft genug gereicht hätte, um sie und ihre Arbeit besser zu verstehen.“

„Die aktuellen Photos von Dir sind ohne Übertreibung (mal wieder) atemberaubend.“

„‚Geburt‘ und ‚Neuentwicklung‘ scheinen hier, neben dem stets allgegenwärtigen Sopor’schen Leitmotiv des Todes, eine große Bedeutung innezuhaben … Die Taufe, die teuflische Metaphorik der Geburt oder auch der Titel Infant scheinen da auf den ersten Blick eine recht deutliche Sprache zu sprechen.“

## Trackliste
1. Omen Sinistrum  – 2:46
2. Dead Souls  – 7:04
3. Stake of my Soul  – 3:01
4. Beautiful Thorn  – 5:14
5. Baptisma  – 6:37
6. The Feast of Blood  – 3:35
7. Sopor Fratrem Mortis Est  – 5:33
8. The Dreadful Mirror  – 5:53
9. Reprise  – 3:41
10. Birth – Fiendish Figuration  – 2:52
11. Penance & Pain  – 4:26
12. Holy Water Moonlight  – 5:11
13. Infant  – 0:51
14. Über den Fluss  – 2:04
15. Dark Delight  – 6:43